# Салимов, Фанас Нагимович
Фанас Нагимович Салимов (19 февраля 1964, Чимкент — 27 августа 2021) — советский и казахстанский футболист, полузащитник. Мастер спорта СССР (1986).

## Биография
Родился 19 февраля 1964 года в Чимкенте.
Наибольшую известность Ф. Салимову принесли сезоны, сыгранные в высшей лиге чемпионата СССР в составе алма-атинского «Кайрата». В 1980—1983 годах привлекался в юношеские и молодёжные сборные СССР. Состоял в ВЛКСМ.
После распада СССР в течение нескольких сезонов играл в чемпионате Украины. В 1996 году вернулся в Казахстан, где выступал за клубы Алматы, Караганды, Шымкента, Талдыкоргана и Жамбыла.
После окончания игровой карьеры несколько лет был футбольным судьей. Занимался ветеранским футболом.
Скончался 27 августа 2021 года, похоронен на старом мусульманском кладбище Шымкента.